# Hans Kölle
Hans Kölle, eigentlich Karl Heinrich Johannes, (* 10. Juni 1880 in Reelsen Kr. Höxter; † 4. Juli 1950 in Potsdam) war ein deutscher Gartenarchitekt.

## Leben
Er war Sohn des Eisenbahnbeamten Adolf Kölle und der Mathilde geb. Mecke, hatte seine Lehre 1894–97 bei dem Kunst- und Handelsgärtner Bütepage in Lüneburg absolviert. Danach arbeitete er in der Stadtgartenverwaltung Hannover und 1899–1901 bei Hermann Wendland im Berggarten. Nach dem Militärdienst wurde er 1903 Erster Gehilfe bei Obergärtner Alfred Reuter im Parkrevier Sanssouci.
Mit guten Zeugnissen versehen, wurde Kölle am 1. März 1906 mit nur 25 Jahren leitender Stadtgärtner von Potsdam. Ein weiterer Mentor war vielleicht Hofgärtner Albert Rosenberg (1841–1914, nicht verwandt mit Alfred Rosenberg), der noch unter Lenné in Potsdam gelernt hatte und seit 1904 Vorsitzender des Gartenbauvereins Potsdam war. Als Mitglied der 1905 gegründeten städtischen Bepflanzungskommission hatte Rosenberg auch für die Stadt gewirkt, unter anderem bei einer Erneuerung des Wilhelmsplatzes 1881. Kölle wurde 1910 sein Schwiegersohn und 1913 auch Schriftführer des Gartenbauvereins Potsdam.
1913 wurde seine Stelle in Stadtgarteninspektor verbessert.
Bei Kriegsausbruch fiel Kölle noch unter die Wehrpflicht und musste 1915–18 dienen.
Nach Pensionierung des Friedhofs- und Gartendirektors Rudolf Kierski, der seit 1906 faktisch nur noch für die Friedhöfe zuständig war, am 1. Oktober 1923 wurden Stadtgarten- und Friedhofsverwaltung vereinigt, und Kölle wurde am 1. April 1924 Stadtgarten- und Friedhofsdirektor.
Zum 1. Mai 1933 trat Kölle der NSDAP bei (Mitgliedsnummer 2.280.022). Am 1. März 1934 übernahm Hans Friedrichs das Amt des Oberbürgermeisters. Friedrichs war von den Gedanken des Natur- und Heimatschutzes eingenommen und glaubte diese Belange von der NSDAP wirksam gefördert. Es war sein Bestreben, die von den Königen gestalteten Landschaftsteile Potsdams zu erhalten und Neubauten in die Randbereiche und Vororte zu konzentrieren. Mit Kölle arbeitete Friedrichs gut zusammen. Er ließ ihn vom 1. März 1934 ausführliche Jahresberichte erstellen. Teilweise hatte Kölle die Entwürfe des Stadtarchitekten Georg Fritsch zu übernehmen und in die Ausführungsplanung umzusetzen.
Kölle verblieb 1945 noch ein halbes Jahr nach Kriegsende im Amt. Im August/September 1945 wurde er nach politischen und persönlichen Vorwürfen entlassen. Politische Äußerungen Kölles sind nicht bekannt. Aus seinem Bekanntenkreis wird berichtet, dass er deutschnational eingestellt war und die Nazis nicht schätzte. Die Kultgegenstände aus der zerstörten Potsdamer Synagoge verbarg er bei sich und übergab sie im Oktober 1945 an die jüdische Gemeinde von Berlin. Infolgedessen erhielt er 1946 vom „Ausschuß der antifaschistischen Parteien zur Überprüfung von Nazis“ ein Entlastungszeugnis.
Kölles Grabstätte befindet sich auf dem großen Erbbegräbnis des Gärtnereibesitzers Borgmann, des Großvaters seiner Frau, auf dem Neuen Friedhof in Potsdam.

## Werk

### Kaiserzeit
Kölles erste selbständige Arbeit war 1907 die Gestaltung des Platzes um das damalige Bismarckdenkmal in der Bismarckstraße (Ecke Bertha-v.Suttner- und Hebbelstraße). Kölle pflanzte zwei Eichen aus dem Sachsenwald bei Friedrichsruh, die noch vorhanden sind.
Als 1911 der Tornow erschlossen wurde, entwarf Kölle die landschaftlichen, mit Findlingen geschmückten Grünanlagen auf der Küsselspitze und auf der Tornowspitze.
Kölles größtes Werk vor 1918 war der Schulgarten in der Kurfürstenstraße, ein beachtlicher botanischer Garten mit landschaftlich geschwungenen Wegen, der 1940 durch Hochwasser zerstört wurde.
Kölles Arbeiten nahmen sich bescheiden und in ihrem Beharren auf den Traditionen der Lenné-Meyerschen Schule veraltet aus gegenüber den blendend-modernen Arbeiten des gleichaltrigen Erwin Barth, der an der Potsdamer Gärtnerlehranstalt bei Fritz Encke eine weit gründlichere Ausbildung erhalten hatte als er.
Als Barth begann, Charlottenburgs Stadtplätze geometrisch zu gestalten, wandelte auch Kölle seinen Entwurfsstil. Wohl erstmals 1914 mit dem Entwurf der Anlagen für das Werner-Alfred-Bad an der Kaiser-Wilhelm-Promenade schloss sich Kölle der Moderne an. Sein mit farbiger Kreide statt wie bisher mit Aquarellfarben gezeichneter Entwurf markiert einen gewaltigen Fortschritt in seinem künstlerischen Ausdrucksvermögen.

### Weimarer Republik

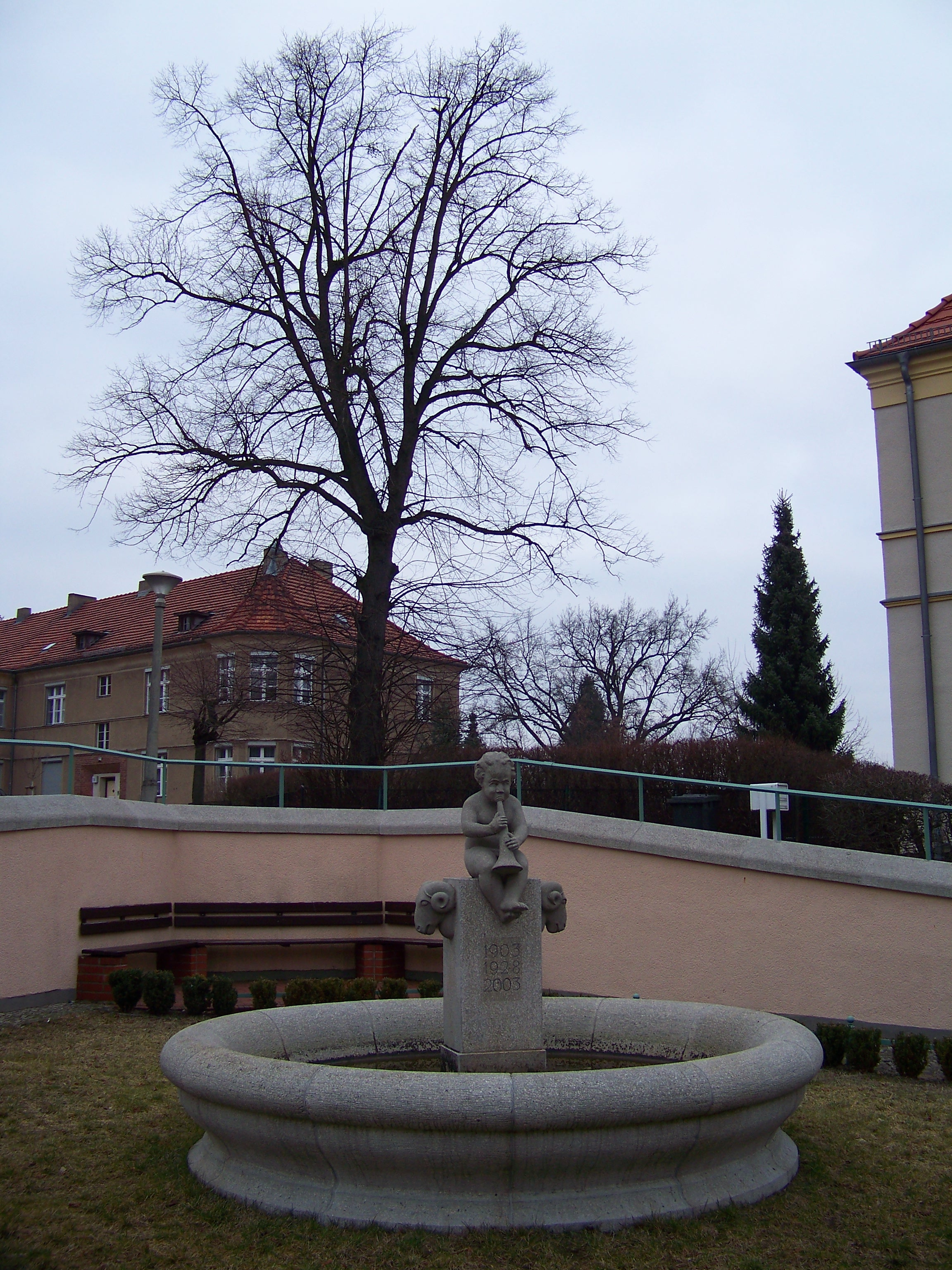
Siedlung Am Brunnen

Nach dem Ersten Weltkrieg bot sich Kölle ein ungleich größeres Tätigkeitsfeld als in der Kaiserzeit. Während die Hofgärten langsam verfielen, begann die Stadt ein Bauprojekt nach dem andern. Kölle erhielt zahlreiche Gelegenheiten, Siedlungsgrün und Kleingartenanlagen zu entwerfen. Hier ging es vor allem um schlichte Funktionalität, in der Stadtheide kamen Aspekte des Heimatschutzes hinzu („Dorfbäume“). Seine Handschrift ist deutlich zu erkennen auf den kleinen heckengesäumten Plätzen der aufwändigeren Siedlungen Am Brauhausberg und Am Brunnen aus der zweiten Hälfte der zwanziger Jahre.
1929–31 entwarf er anspruchsvolle Anlagen am Städtischen Krankenhaus in der Türkstraße, die die inhomogene Gebäude miteinander verbanden, darunter auch ein aufwendiges Staudenparterre.
1924 erhielt er den Auftrag, das von der Stadt zurückerworbene Gelände des Luftschiffhafens in der Zeppelinstraße zu einem Land- und Wassersportplatz auszubauen. Der Sportplatz erfüllte höchste gartenkünstlerische Ansprüche. Die 1927 eröffnete Sportanlage war Kölles größte und eine seiner bedeutendsten Arbeiten.
Auch auf Potsdams Friedhöfen wurde Kölle tätig. Als einziges seiner Werke jüngst restauriert wurde der Kriegerfriedhof auf dem Neuen Friedhof (1917), der mit seinen zwei Rasenparterres, wovon das obere einen Platanenhain trägt, eine äußerst eindrucksvolle Anlage ist. 1931 legte Kölle auf dem Neuen Friedhof zusammen mit Stadtbaurat Dreves einen Urnenfriedhof mit acht Terrassen aus bepflanzten Trockenmauern an. Die Grabsteine waren nach verschiedenen Typenentwürfen einheitlich geformt.
Unter den Potsdamer Plätzen ist es der Platz der Einheit, der immer am meisten im Mittelpunkt stand und als erster Neuerungen unterworfen wurde. Nach einer lebhaften öffentlichen Diskussion wurde ein Entwurf Kölles von Dezember 1928 zur Umgestaltung des bisher sternförmig geteilten Schmuckplatzes ausgeführt. Er bestand nun aus einer ungeteilten Rasenfläche, umgeben von Lindenalleen und zwei Rosenfeldern im Süden. Die Bemühung, kleinteilige Schmuckanlagen durch großzügige, umhegte Rasenflächen zu ersetzen, findet sich häufig im Werk Kölles.

### Zeit des Nationalsozialismus
Im ersten Jahresbericht Kölles für Friedrichs ist nicht weniger als eine „umfassende Erweiterung der städtischen Grünanlagen“ in Aussicht gestellt, und es wird eine Zunahme der Grünflächen um 86,400 m² verzeichnet. Durch den Arbeitsdienst konnten 1932 bis 1939 personalintensive Arbeiten durchgeführt werden. Es entstanden umfangreiche Neuanlagen, die sich ebenfalls durch ihre Schlichtheit auszeichnen. Teilweise modernisierte Kölle seine eigenen älteren Anlagen.
Ein weiterer Schwerpunkt von Friedrichs’ Stadtplanung war die Freihaltung und Öffnung der Havelufer. Er sah durchgehende öffentliche Uferwege an der Havel vor, die Kölle umsetzte. 1933/34 entstand der städtische Uferweg an der Kleingartenkolonie Hinzenberg, 1934–36 der Uferweg von der Leipziger Straße zum Tornow. Von der Siedlung am Adolf-Hitler- (Schiller-) Platz ausgehend entstand ein großzügiger Uferpark an der Havel, der noch einigermaßen erhalten ist.
Im Rahmen der Ausgestaltung der Freundschaftsinsel gestaltete Kölle bis 1935 beide Inselteile zu Seiten der Langen Brücke neu. Auf der Westseite entfernte er die kleinteiligen Anlagen von Ferdinand Jühlke (1887), und auf der Ostseite räumte er die Kleingärten ab und legte die großen Rasenfläche mit den zwei flankierenden Rampenwegen an, die bis heute besteht und an den sich die 1938–39 geschaffenen Staudenanlagen von Hermann Mattern anschließen.
1935 schuf Kölle die Dauerkleingartenanlage am Pfingstberg. Hier wurden zunächst die von der Freundschaftsinsel vertriebenen Kleingärtner angesiedelt. „Es soll hier eine in sich geschlossene Kleingarten-Siedlung entstehen, die durch die Einheitlichkeit ihrer Anlage, Umgebung und der zu errichtenden Bauten für das Stadtbild einen Gewinn bedeuten (würde).“ Entsprechend war der Entwurf von höchstem gartengestalterischen Anspruch, was heute noch nachvollzogen werden kann. Zwei weitere Dauerkolonien, Oberförsterwiese und Waldwiese, wurden auf Müllschüttungen begonnen, infolge des Krieges aber nicht plangemäß vollendet.
Naturgemäß besondere Sorgfalt wurde auf die Grüngestaltung der Friedrichsstadt gelegt, die für „die ärmsten Volksgenossen“ bestimmt war. Die Ausführung übernahm Karl Foerster. In den Innenhöfen gab es Spielplätze. An der Fährstelle entstand ein „Bauerngarten“. Am Ende der vom Adolf-Hitler- (heute Schiller-)Platz am Bahnhof zum Uferpark an der Havel führenden Hermann-Göring-(heute Schiller-)Straße entstand eine Aussichtsbastion. Sie verbarg im Innern 2 Pumpen, die zur Bewässerung der Anlage dienten. Die Fußwege, der Platz auf der Bastion und Mäuerchen wurden aus polygonalem Wesersandstein gefertigt, wie er auch im Staudengarten auf der Freundschaftsinsel verwendet wurde.

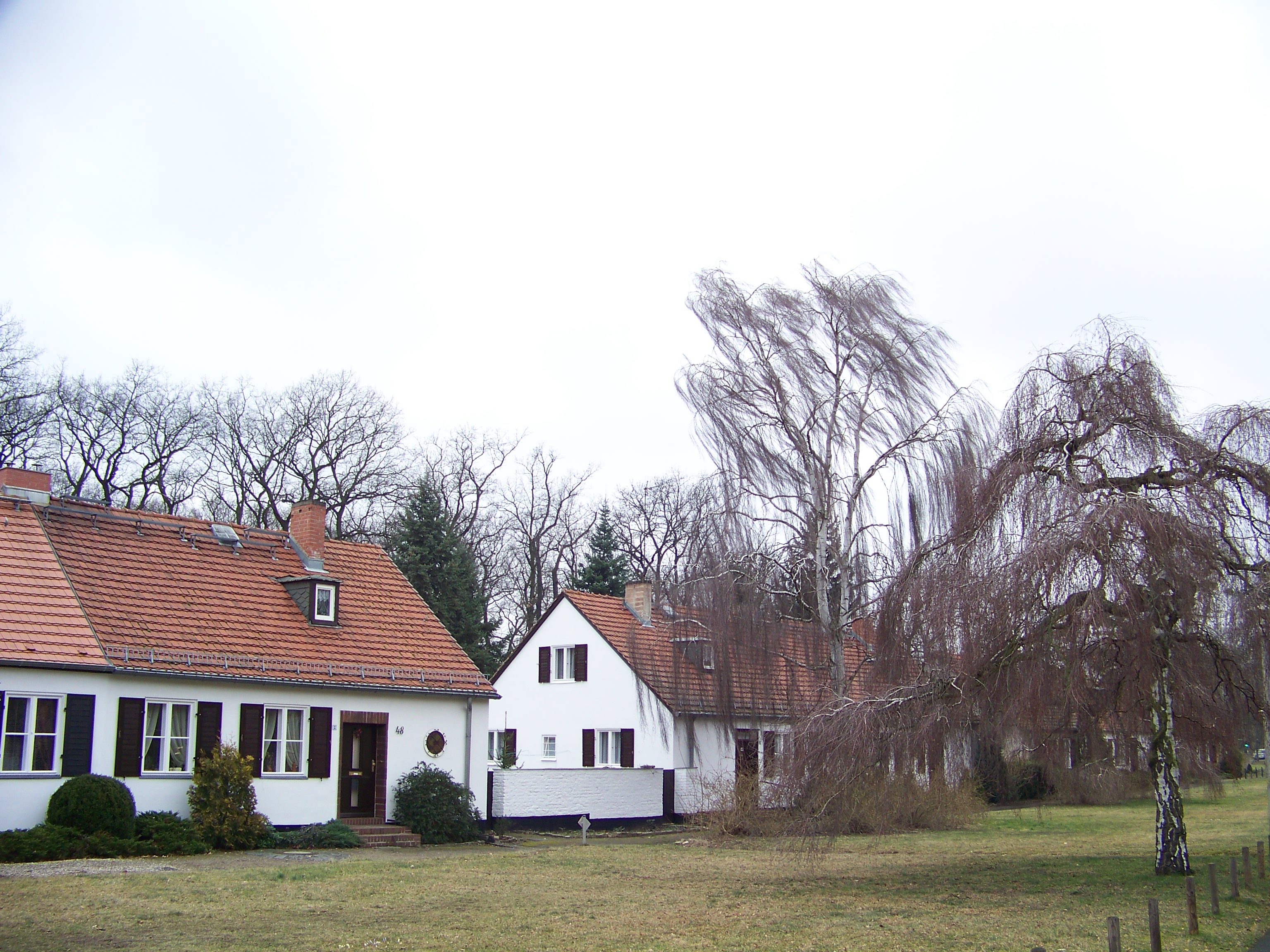
Der Saarlandanger

Von Kölles Siedlungsgrün ist neben dem Schillerplatz heute am besten erhalten der sog. Saarlandanger (heute Eduard-Claudius-Str.) der NS-Kriegsbeschädigtensiedlung an der Drewitzer Straße von Paul Emmerich (1936). Die Siedlung galt als „architektonische Verwirklichung des deutschen Volksgedankens.“ Kleinhäuser umgeben einen betont „heimatlich“ gestalteten unregelmäßigen „Dorfanger.“
Während des Krieges versuchte Kölle mit allen Kräften, Rasenmähen und Blumenbepflanzung aufrechtzuerhalten. 1943 wurden jedoch Splittergräben in Parks, auf Plätzen und Grünstreifen ausgehoben. Im Mai 1944 schrieb Kölle seinen letzten Jahresbericht. Gegen seinen Widerspruch wurden 1944 auch die letzten öffentlichen Schmuckanlagen, die nicht durch Splittergräben entstellt waren, nämlich die Freundschaftsinsel und der Wilhelmsplatz, als Grabeland freigegeben.
Das Potsdamer Stadtgrün hat bis heute nicht wieder den unter Kölle erreichten Umfang und Pflegezustand zurückerhalten können.

## Verzeichnis wichtiger Werke in Potsdam
- 1907 Bismarckplatz
- 1908 Platz vor der Erlöserkirche

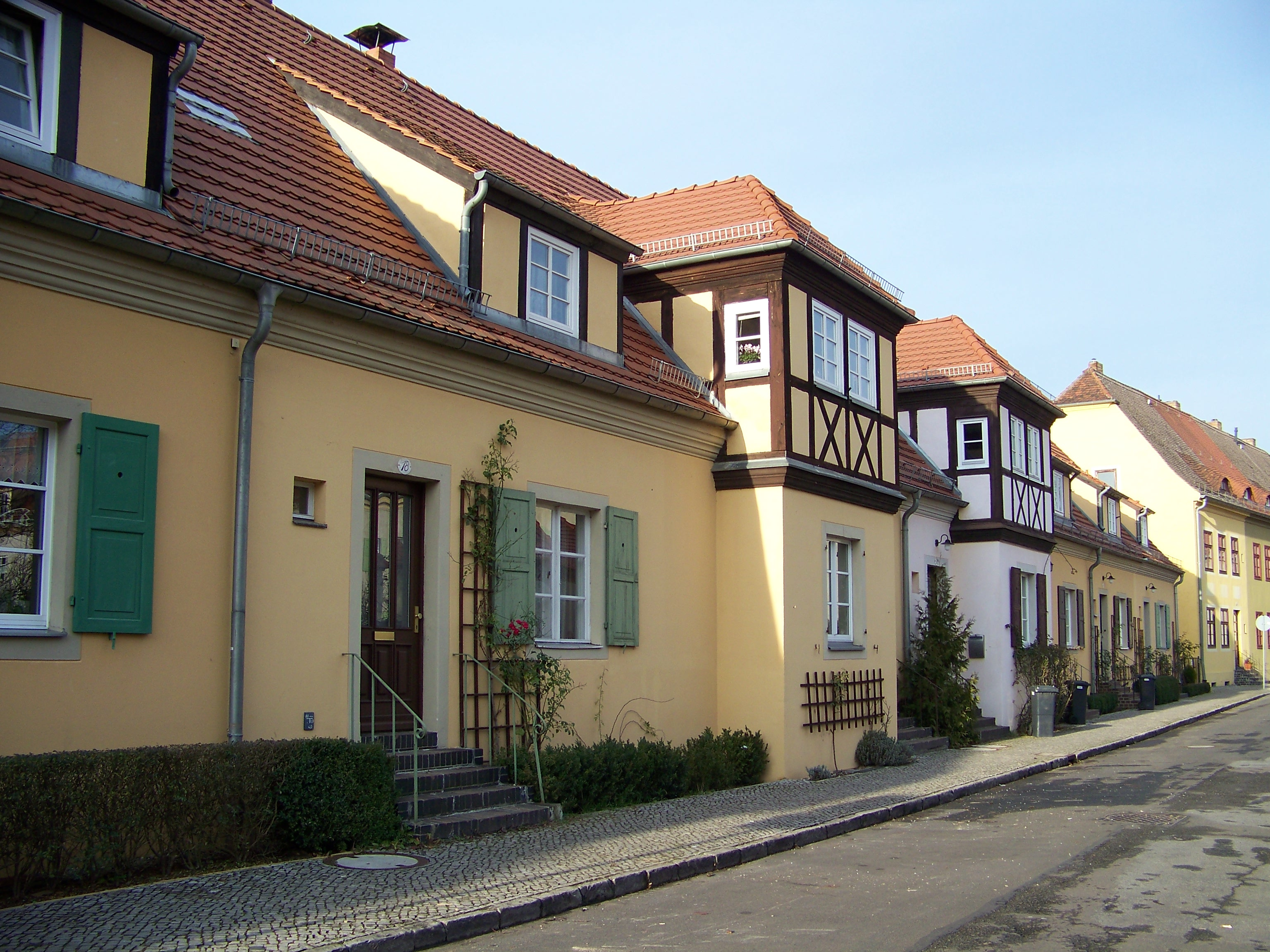
Die Stadtheide

- 1910, 1938 Anlagen um das Eisenhardtdenkmal
- 1911 Küssel- und Tornowspitze
- 1911 Schulgarten Kurfürstenstraße
- 1912, 1936 Zimmerplatz
- 1913, 1925–27 Luftschiffhafen
- 1914 Anlagen am Werner-Alfred-Bad
- 1917 Kriegerfriedhof Neuer Friedhof
- 1919 Stadtheide
- 1926 Emmaushaus
- 1928 Wilhelmsplatz
- 1929/30 Krankenhausgarten Türkstraße
- 1930–32 Sonnenlandanger
- 1930 Steubenplatz
- 1931 Urnenhain Neuer Friedhof
- 1933 Eisenhartsche Heilanstalt
- 1934 Vorplatz des Elektrizitätswerks und weitere Anlagen an der Zeppelinstraße
- 1934 Plantage
- 1936 Rückertstift
- Schulhof Realgymnasium Hohenzollernstraße
- 1934 Umgebung des Garde-du-Corps-Denkmals am Neuen Garten
- 1935–36 Schützenplatz
- 1934–35 Freundschaftsinsel, Bereich an der Langen Brücke
- 1934 Vorplatz des Neuen Friedhofs

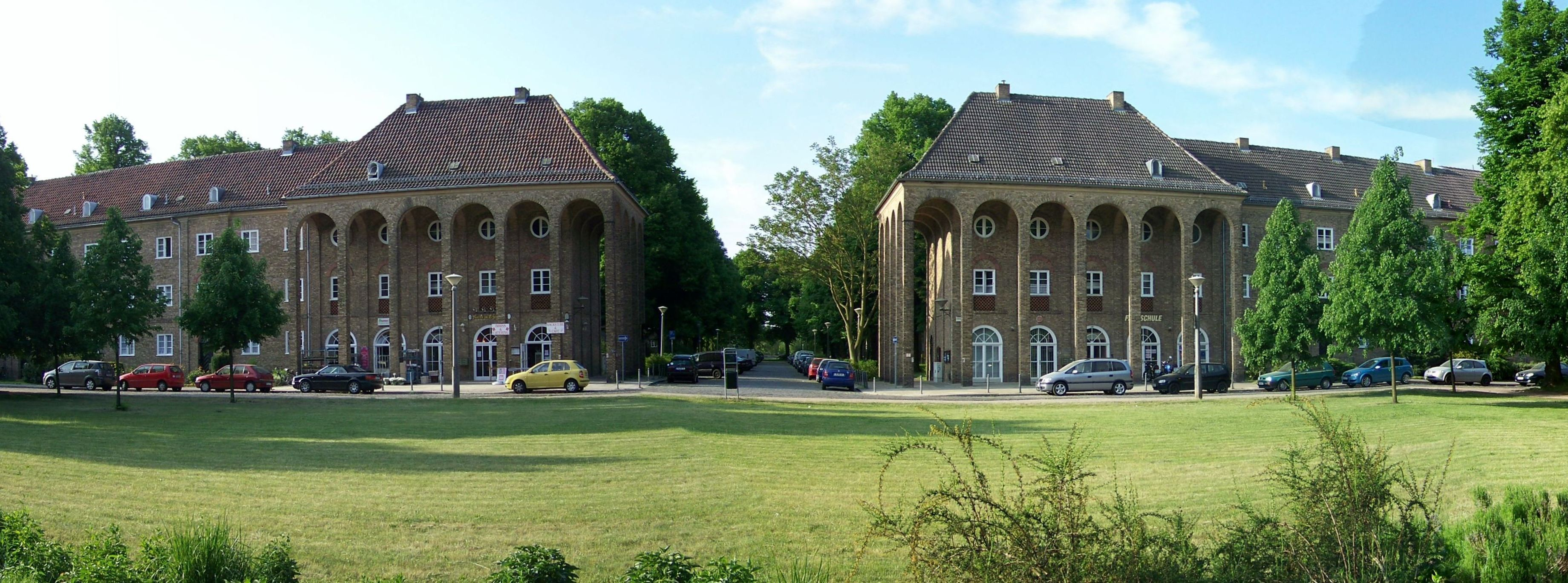
Der Schillerplatz in Potsdam in der ehemaligen Friedrichsstadt

- 1935–38 Friedrichsstadt mit Adolf-Hitler-Platz, Aussichtsbastion und Ringpromenade
- 1935 Kleingartenkolonie am Pfingstberg
- 1934 Bassinplatz
- 1935 Leipziger Dreieck
- 1935 Luisenhof, Uferweg am Tornow
- 1935 NS-Kriegsbeschädigtensiedlung Drewitzer Straße
- 1935–36 Schulplatz Bornstedt
- 1935 Schlageterplatz
- 1935–36 Kriegerfriedhof Bornstedt
- 1936 Kriegsschule Potsdam, Neubepflanzung Pappelallee
- 1937 Gaststätte Seekrug
- 1937–39 Dauerkleingartenanlage Waldwiese Templiner Straße
- 1936–42 Dauerkleingartenanlagen Oberförsterwiese
- 1939 Lutherplatz
- 1939 Luisenplatz
- 1941 Findlingsplatz Großbeerenstraße